# 新新潟幹線
新新潟幹線（しんにいがたかんせん）は、新潟県刈羽村の柏崎刈羽原子力発電所から群馬県中之条町の西群馬開閉所へ至る送電線。2系統あるうちのひとつで、南新潟幹線と併用されている。
全長99kmであり、214基の鉄塔により支持されている。鉄塔の高さは平均90mの高さを持ち、三相交流の50万Vの送電が2系統行われている。1981年（昭和56年）10月に着工し、1984年（昭和59年）11月に竣工した。送電線は主に810mm2（一部1,520mm2）鋼心アルミより線を4導体束ねたものが用いられている。
線路の途中には日本有数の規模を誇る揚水式水力発電所・奥清津発電所（電源開発）が接続しており、そこで発生した電力も併せて首都圏へ向けて送電する。